# Craugastor brocchi
Craugastor brocchi là một loài ếch trong họ Craugastoridae.
Nó được tìm thấy ở Guatemala và México.
Các môi trường sống tự nhiên của chúng là các khu rừng vùng núi ẩm nhiệt đới hoặc cận nhiệt đới và sông.
Nó bị đe dọa do mất môi trường sống.